# Bostockia porosa
Bostockia porosa är en fiskart som beskrevs av Castelnau, 1873. Bostockia porosa ingår i släktet Bostockia och familjen Percichthyidae. Inga underarter finns listade.